# Melbourne Boomers
Les Bulleen Melbourne Boomers, sont un club féminin australien de basket-ball basé dans la ville de Melbourne.

## Historique
En difficulté financière en 2016, le club risque la disparition. Le club est repris par un consortium mené par l'ancienne internationale Lauren Jackson fraîchement retirée des parquets.

## Palmarès
- Women's National Basketball League : 2011

## Entraîneurs successifs
- Depuis ? : -

## Effectif 2013-2014
| Numéro | Nom                 | Née le            | Taille | Nationalité | Poste               |
| 2      | Hayley Munro        | 18 mars 1988      | 1,83 m | Australie   | Ailière             |
| 4      | Rebecca Cole        | 19 mars 1992      | 1,78 m | Australie   | Arrière             |
| 6      | Alexandra Sharp     | 4 avril 1997      | 1,87 m | Australie   | Ailière             |
| 8      | Rebecca Allen       | 6 novembre 1992   | 1,85 m | Australie   | Ailière             |
| 9      | Tess Madgen         | 12 août 1990      | 1,80 m | Australie   | Arrière-Ailière     |
| 12     | Rachel Jarry        | 6 décembre 1991   | 1,85 m | Australie   | Ailière             |
| 13     | Stephanie Collins   | 19 septembre 1995 | 1,95 m | Australie   | Pivot               |
| 14     | Nicole Romeo        | 29 août 1989      | 1,66 m | Australie   | Arrière             |
| 15     | Funda Nakkasoglu    | 22 septembre 1995 | 1,70 m | Australie   | Arrière             |
| 22     | Amber Hegge         | 11 septembre 1998 | 1,85 m | Australie   | Ailière             |
| 23     | Brodie Theodore     | 17 octobre 1996   | 1,60 m | Australie   | Arrière             |
| 32     | Rebecca Guglielmino | 29 septembre 1992 | 1,72 m | Australie   | Arrière             |
| 33     | Chelsea Poppens     | 19 février 1991   | 1,88 m | États-Unis  | Ailière forte-Pivot |

- Entraîneur : Guy Molloy
- Assistants :  Cheryl Chambers, Matt Paps, Ben Draper

## Effectif 2012-2013
| Numéro | Nom               | Née le            | Taille | Nationalité | Poste                |
| 5      | Emily Simons      | 17 août 1994      | 1,77 m | Australie   | Ailière              |
| 6      | Kerryn Harrington | 2 mars 1992       | 1,71 m | Australie   | Arrière              |
| 7      | Tess Madgen       | 12 août 1990      | 1,80 m | Australie   | Arrière-Ailière      |
| 8      | Rebecca Allen     | 6 novembre 1992   | 1,85 m | Australie   | Ailière              |
| 9      | Hollie Florance   | 16 décembre 1983  | 1,90 m | Australie   | Ailière fort / Pivot |
| 10     | Alice Kunek       | 6 janvier 1991    | 1,87 m | Australie   | Ailière              |
| 12     | Rachel Jarry      | 6 décembre 1991   | 1,85 m | Australie   | Ailière              |
| 13     | Emma McDonald     | 5 juin 1985       | 1,88 m | Australie   | Pivot                |
| 15     | Lauren Pearce     | 12 janvier 1993   | 1,85 m | Australie   | Arrière              |
| 21     | Elyse Penaluna    | 23 avril 1988     | 1,93 m | Australie   | Pivot                |
|        | Rebecca Cole      | 19 mars 1992      | 1,78 m | Australie   | Arrière              |
|        | Funda Nakkasoglu  | 22 septembre 1995 | 1,70 m | Australie   | Arrière              |
|        | Stephanie Collins | 19 septembre 1995 | 1,95 m | Australie   | Pivot                |

- Entraîneur : Tom Maher
- Assistants : Gary Fox, Michele Timms

L'équipe se classe cinquième de la saison régulière avec 10 victoires pour 14 défaites.

## Joueuses célèbres ou marquantes
- Liz Cambage[3]
- Hollie Grima
- Michelle Timms[3]
- Jenna O'Hea[3]
- Allison Tranquilli[3]